# Europamästerskapet i handboll för damer 2010
Europamästerskapet i handboll för damer 2010 spelades i Danmark och Norge den 7–19 december 2010.
Norge blev europamästare efter seger mot Sverige med 25-20 i finalen. Rumänien tog bronset efter seger mot Danmark med 16-15.

## Kvalspel
- De sju kvalgrupperna lottades på EHF:s högkvarter i Wien den 24 mars 2009.
- Sverige hamnade i kvalgrupp 2 tillsammans med Ungern, Tjeckien och Azerbajdzjan.
- Kvalspelet inleddes den 14 oktober 2009 och avslutades den 30 maj 2010.
- Ettan och tvåan från varje kvalgrupp gick till Handbolls-EM 2010 tillsammans med de två arrangörsländerna (Danmark och Norge), vilket gav totalt 16 lag.

## Gruppspel

### Grupp A

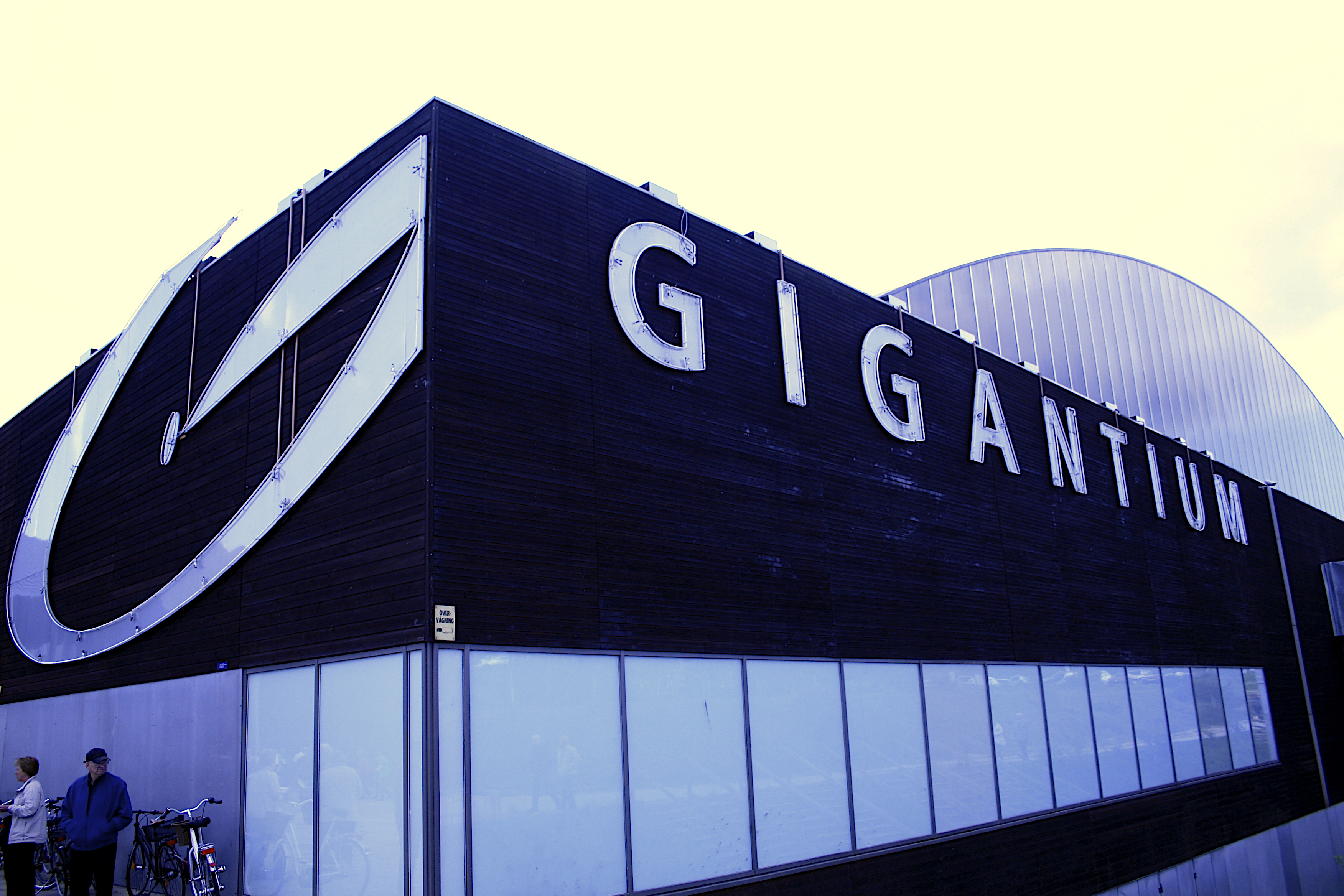
Grupp A spelades i Gigantium i Aalborg

Not: S = Spelade matcher, V = Vinster, O = Oavgjorda matcher, F = Förluster, GM = Gjorda mål, IM = Insläppta mål, MS = Målskillnad, P = Poäng
| Lag      | S | V | O | F | GM | IM | MS  | P |
| -------- | - | - | - | - | -- | -- | --- | - |
| Danmark  | 3 | 3 | 0 | 0 | 72 | 61 | +11 | 6 |
| Rumänien | 3 | 2 | 0 | 1 | 92 | 79 | +13 | 4 |
| Spanien  | 3 | 1 | 0 | 2 | 71 | 75 | −4  | 2 |
| Serbien  | 3 | 0 | 0 | 3 | 71 | 91 | −20 | 0 |

| Datum       | Spelplats |          |          | Resultat | Typ av match |
| ----------- | --------- | -------- | -------- | -------- | ------------ |
| 7 december  | Aalborg   | Spanien  | Rumänien | 26 – 30  | Gruppspel    |
| 7 december  | Aalborg   | Danmark  | Serbien  | 25 – 20  | Gruppspel    |
| 9 december  | Aalborg   | Serbien  | Spanien  | 23 – 26  | Gruppspel    |
| 9 december  | Aalborg   | Rumänien | Danmark  | 22 – 25  | Gruppspel    |
| 11 december | Aalborg   | Rumänien | Serbien  | 40 – 28  | Gruppspel    |
| 11 december | Aalborg   | Spanien  | Danmark  | 19 – 22  | Gruppspel    |

### Grupp B

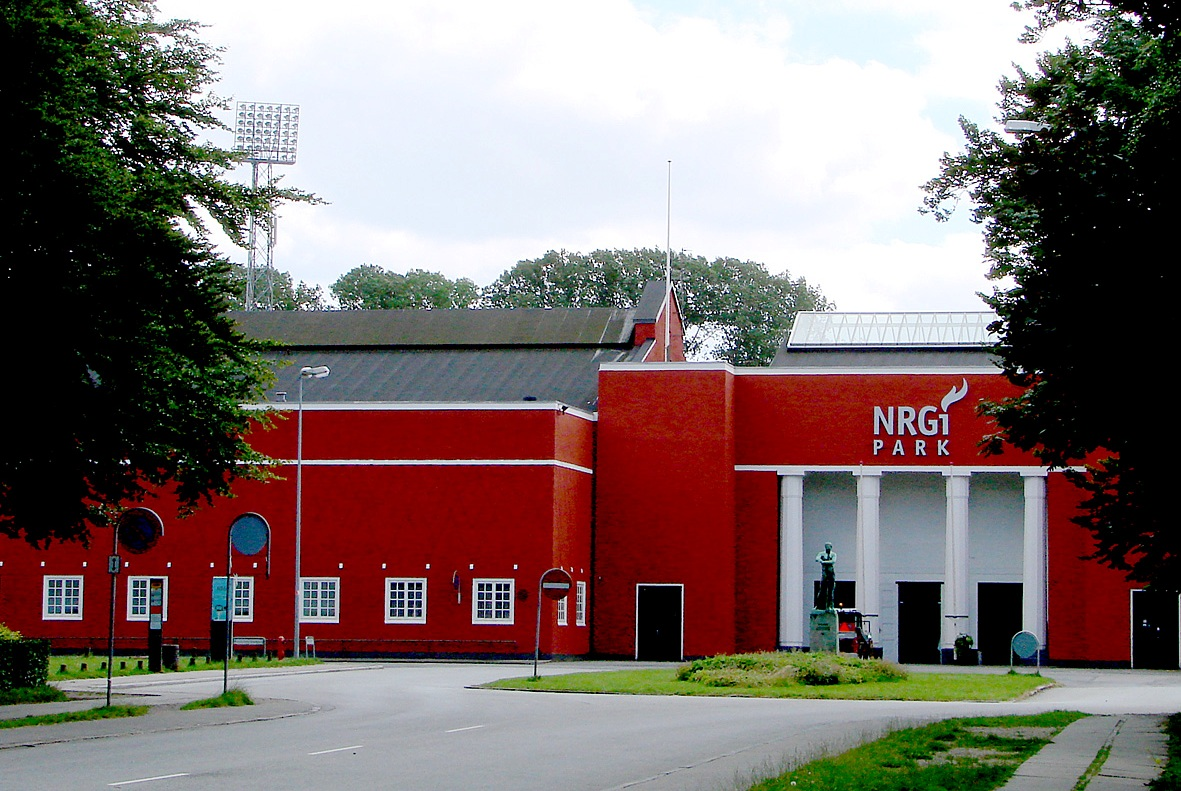
Grupp B spelades i NRGi Arena i Århus

Not: S = Spelade matcher, V = Vinster, O = Oavgjorda matcher, F = Förluster, GM = Gjorda mål, IM = Insläppta mål, MS = Målskillnad, P = Poäng
| Lag        | S | V | O | F | GM | IM | MS  | P |
| ---------- | - | - | - | - | -- | -- | --- | - |
| Ryssland   | 3 | 2 | 0 | 1 | 82 | 69 | +13 | 4 |
| Montenegro | 3 | 2 | 0 | 1 | 78 | 74 | +4  | 4 |
| Kroatien   | 3 | 2 | 0 | 1 | 88 | 83 | +5  | 4 |
| Island     | 3 | 0 | 0 | 3 | 69 | 91 | −22 | 0 |

| Inbördes möten avgör placering när tre lag hamnar på samma poäng. |

| Datum       | Spelplats |            |            | Resultat | Typ av match |
| ----------- | --------- | ---------- | ---------- | -------- | ------------ |
| 7 december  | Aarhus    | Montenegro | Ryssland   | 24 – 22  | Gruppspel    |
| 7 december  | Aarhus    | Kroatien   | Island     | 35 – 25  | Gruppspel    |
| 9 december  | Aarhus    | Island     | Montenegro | 23 – 26  | Gruppspel    |
| 9 december  | Aarhus    | Ryssland   | Kroatien   | 30 – 24  | Gruppspel    |
| 11 december | Aarhus    | Ryssland   | Island     | 30 – 21  | Gruppspel    |
| 11 december | Aarhus    | Montenegro | Kroatien   | 28 – 29  | Gruppspel    |

### Grupp C

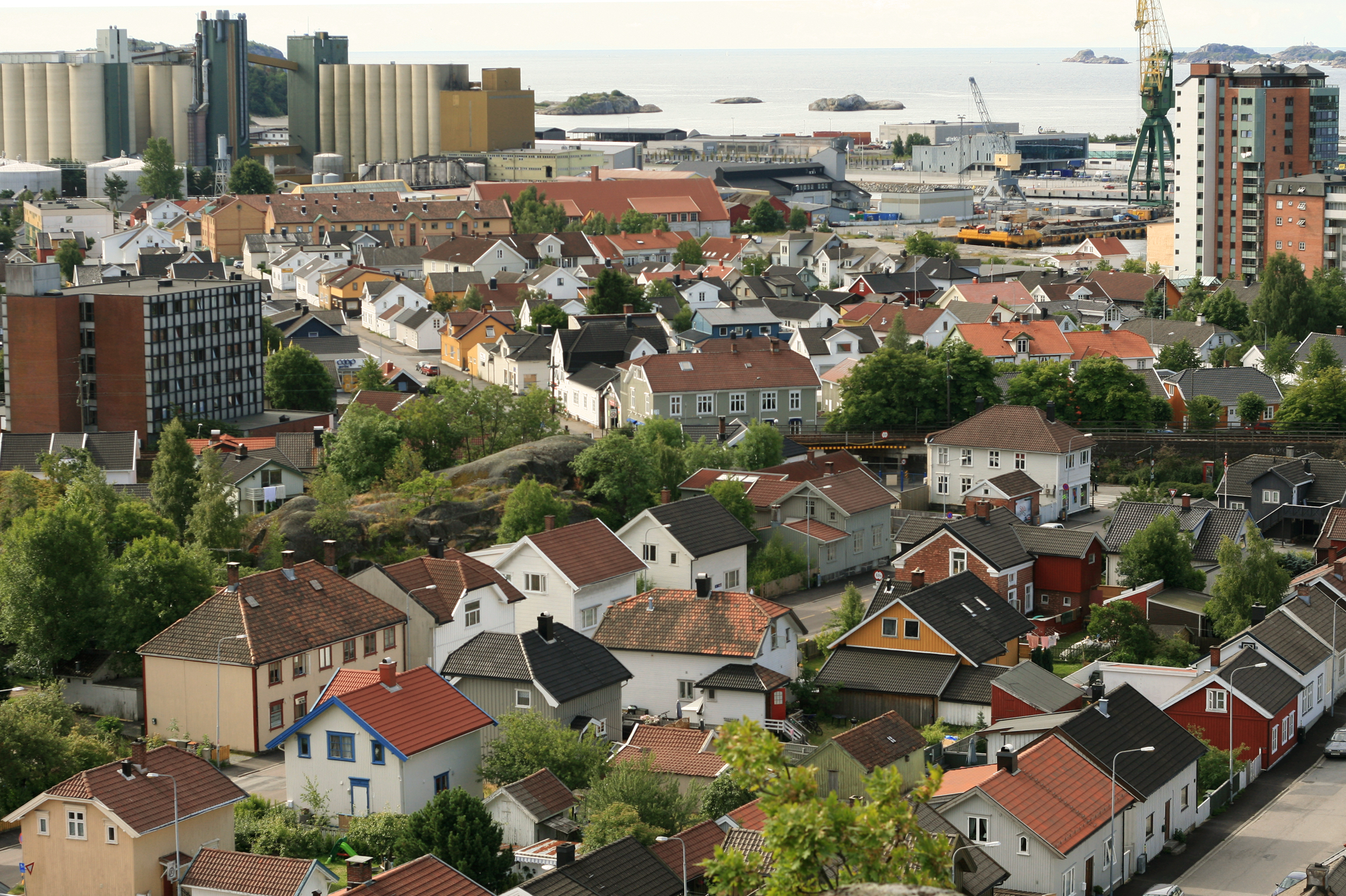
Grupp C spelades i Arena Larvik i Larvik

Not: S = Spelade matcher, V = Vinster, O = Oavgjorda matcher, F = Förluster, GM = Gjorda mål, IM = Insläppta mål, MS = Målskillnad, P = Poäng
| Lag           | S | V | O | F | GM | IM | MS  | P |
| ------------- | - | - | - | - | -- | -- | --- | - |
| Sverige       | 3 | 3 | 0 | 0 | 85 | 68 | +17 | 6 |
| Nederländerna | 3 | 1 | 0 | 2 | 70 | 68 | +2  | 2 |
| Ukraina       | 3 | 1 | 0 | 2 | 71 | 81 | −10 | 2 |
| Tyskland      | 3 | 1 | 0 | 2 | 78 | 87 | −9  | 2 |

| Inbördes möten avgör placering när tre lag hamnar på samma poäng. |

| Datum       | Spelplats |               |               | Resultat | Typ av match |
| ----------- | --------- | ------------- | ------------- | -------- | ------------ |
| 7 december  | Larvik    | Tyskland      | Sverige       | 25 – 27  | Gruppspel    |
| 7 december  | Larvik    | Ukraina       | Nederländerna | 13 – 25  | Gruppspel    |
| 8 december  | Larvik    | Sverige       | Ukraina       | 33 – 25  | Gruppspel    |
| 8 december  | Larvik    | Nederländerna | Tyskland      | 27 – 30  | Gruppspel    |
| 10 december | Larvik    | Sverige       | Nederländerna | 25 – 18  | Gruppspel    |
| 10 december | Larvik    | Tyskland      | Ukraina       | 23 – 33  | Gruppspel    |

### Grupp D

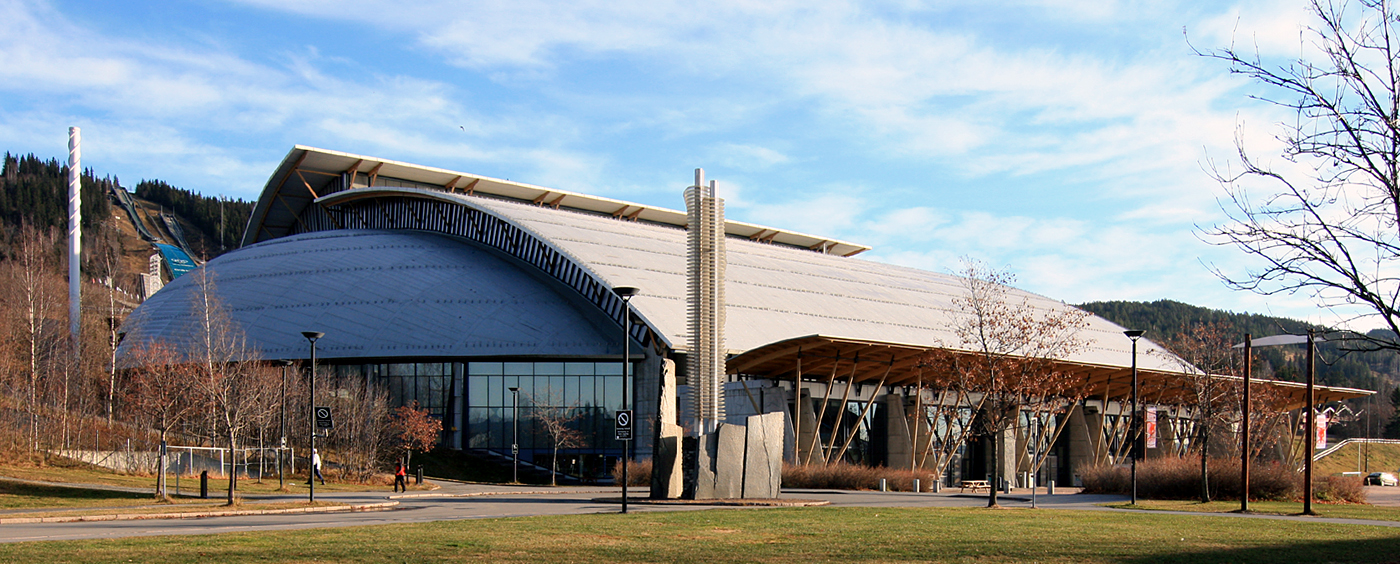
Grupp D spelades i Håkons Hall i Lillehammer

Not: S = Spelade matcher, V = Vinster, O = Oavgjorda matcher, F = Förluster, GM = Gjorda mål, IM = Insläppta mål, MS = Målskillnad, P = Poäng
| Lag       | S | V | O | F | GM | IM | MS  | P |
| --------- | - | - | - | - | -- | -- | --- | - |
| Norge     | 3 | 3 | 0 | 0 | 99 | 51 | +48 | 6 |
| Ungern    | 3 | 2 | 0 | 1 | 62 | 71 | −9  | 4 |
| Frankrike | 3 | 1 | 0 | 2 | 69 | 73 | −4  | 2 |
| Slovenien | 3 | 0 | 0 | 3 | 54 | 89 | −35 | 0 |

| Datum       | Spelplats   |           |           | Resultat | Typ av match |
| ----------- | ----------- | --------- | --------- | -------- | ------------ |
| 7 december  | Lillehammer | Ungern    | Slovenien | 28 – 19  | Gruppspel    |
| 7 december  | Lillehammer | Norge     | Frankrike | 33 – 22  | Gruppspel    |
| 8 december  | Lillehammer | Frankrike | Ungern    | 18 – 21  | Gruppspel    |
| 8 december  | Lillehammer | Slovenien | Norge     | 16 – 32  | Gruppspel    |
| 10 december | Lillehammer | Frankrike | Slovenien | 29 – 19  | Gruppspel    |
| 10 december | Lillehammer | Norge     | Ungern    | 34 – 13  | Gruppspel    |

## Mellanrundan
- I Mellanrundans Grupp 1 möts de tre bästa lagen från Grupp A och Grupp B.
- I Mellanrundans Grupp 2 möts de tre bästa lagen från Grupp C och Grupp D.
- Lagen tog med sig matchresultaten och poängen mot lagen i samma grupp från första gruppspelet.

### Grupp 1

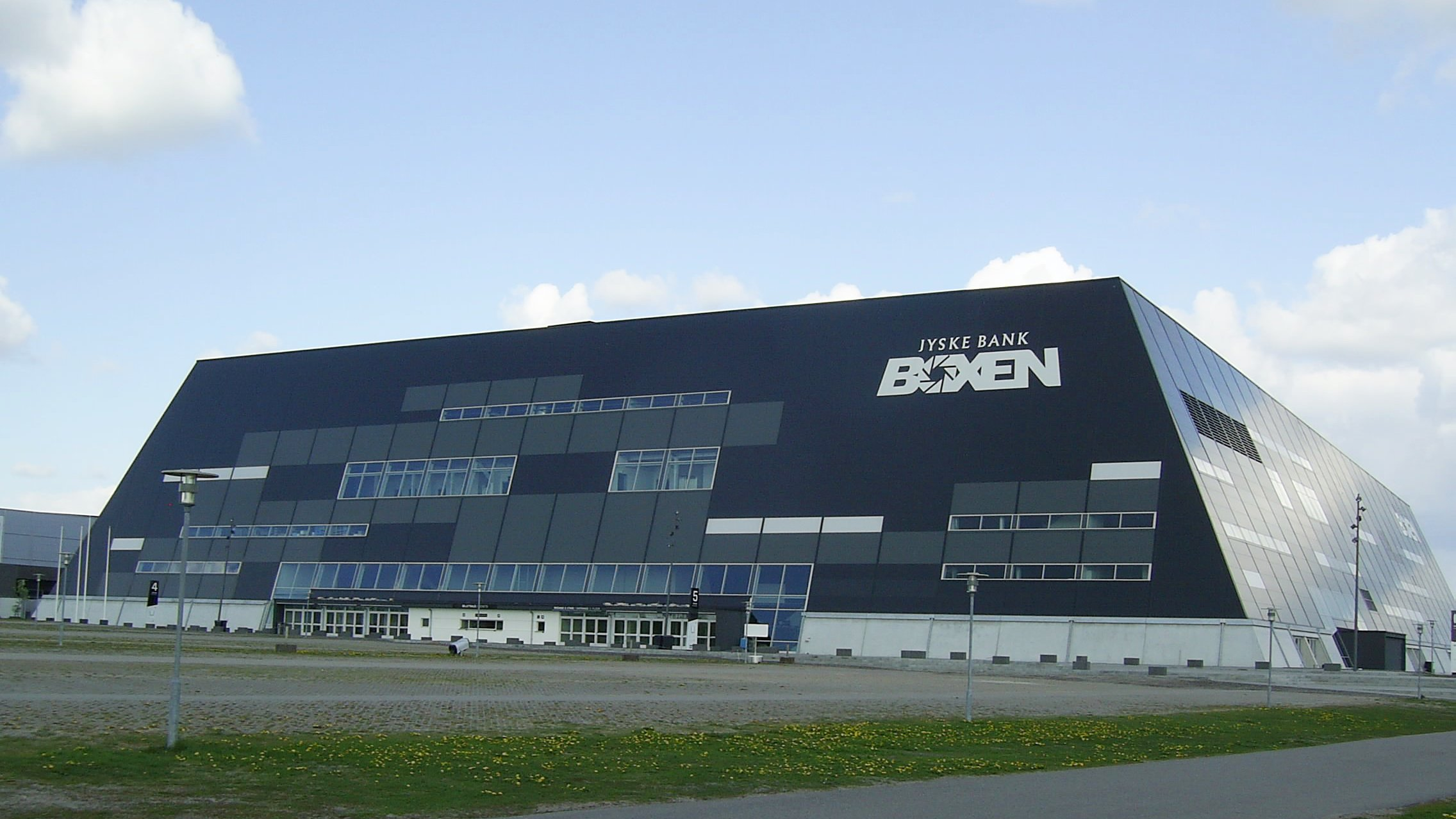
Grupp 1 spelades i Jyske Bank Boxen i Herning

| Lag        | S | V | O | F | GM  | IM  | MS  | P |
| ---------- | - | - | - | - | --- | --- | --- | - |
| Danmark    | 5 | 4 | 0 | 1 | 133 | 110 | +23 | 8 |
| Rumänien   | 5 | 3 | 0 | 2 | 126 | 129 | −3  | 6 |
| Montenegro | 5 | 3 | 0 | 2 | 125 | 123 | +2  | 6 |
| Ryssland   | 5 | 2 | 0 | 3 | 129 | 124 | +5  | 4 |
| Kroatien   | 5 | 2 | 0 | 3 | 117 | 142 | −25 | 4 |
| Spanien    | 5 | 1 | 0 | 4 | 117 | 119 | −2  | 2 |

| Inbördes möten avgör placering när två lag hamnar på samma poäng. |

| Datum       | Spelplats |          |            | Resultat | Typ av match |
| ----------- | --------- | -------- | ---------- | -------- | ------------ |
| 13 december | Herning   | Spanien  | Montenegro | 20 – 22  | Mellanrundan |
| 13 december | Herning   | Rumänien | Kroatien   | 31 – 22  | Mellanrundan |
| 13 december | Herning   | Danmark  | Ryssland   | 26 – 20  | Mellanrundan |
| 14 december | Herning   | Rumänien | Montenegro | 23 – 21  | Mellanrundan |
| 14 december | Herning   | Spanien  | Ryssland   | 30 – 22  | Mellanrundan |
| 14 december | Herning   | Danmark  | Kroatien   | 31 – 19  | Mellanrundan |
| 16 december | Herning   | Rumänien | Ryssland   | 20 – 35  | Mellanrundan |
| 16 december | Herning   | Spanien  | Kroatien   | 22 – 23  | Mellanrundan |
| 16 december | Herning   | Danmark  | Montenegro | 29 – 30  | Mellanrundan |

### Grupp 2

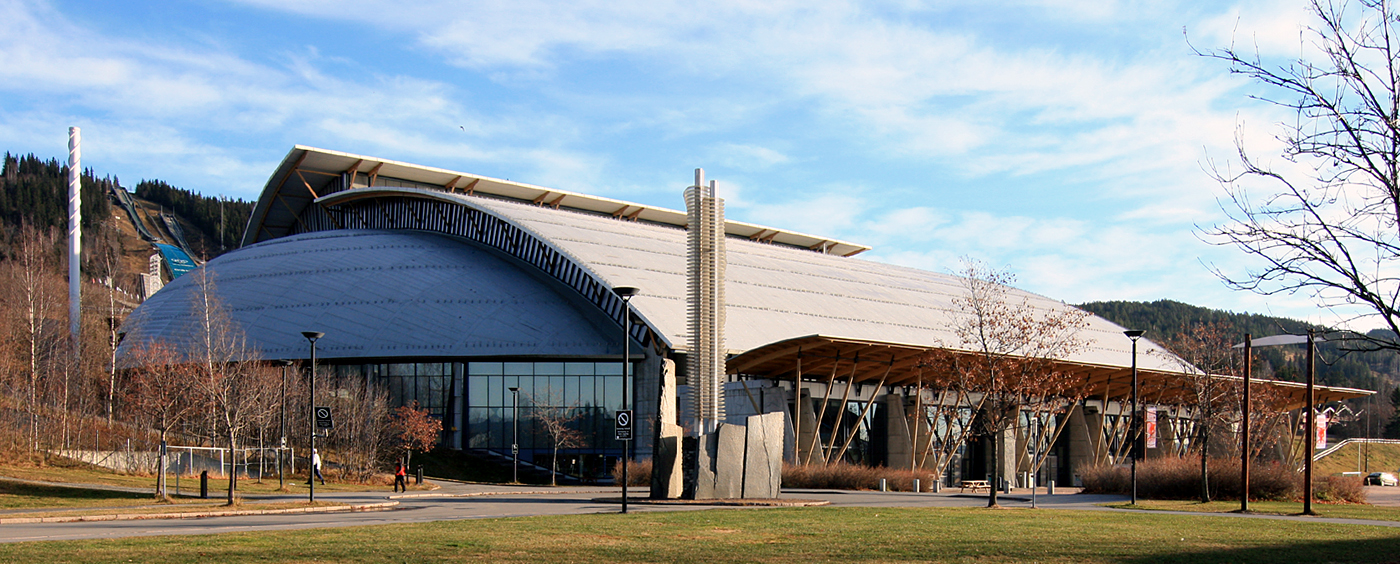
Grupp 2 spelades i Håkons Hall i Lillehammer

| Lag           | S | V | O | F | GM  | IM  | MS  | P |
| ------------- | - | - | - | - | --- | --- | --- | - |
| Sverige       | 5 | 4 | 0 | 1 | 127 | 103 | +24 | 8 |
| Norge         | 5 | 4 | 0 | 1 | 153 | 91  | +62 | 8 |
| Frankrike     | 5 | 3 | 0 | 2 | 116 | 115 | +1  | 6 |
| Nederländerna | 5 | 2 | 0 | 3 | 104 | 115 | −11 | 4 |
| Ungern        | 5 | 2 | 0 | 3 | 98  | 128 | −30 | 4 |
| Ukraina       | 5 | 0 | 0 | 5 | 101 | 147 | −46 | 0 |

| Inbördes möten avgör placering när två lag hamnar på samma poäng. |

| Datum       | Spelplats   |               |           | Resultat | Typ av match |
| ----------- | ----------- | ------------- | --------- | -------- | ------------ |
| 12 december | Lillehammer | Nederländerna | Frankrike | 21 – 23  | Mellanrundan |
| 12 december | Lillehammer | Ukraina       | Ungern    | 25 – 26  | Mellanrundan |
| 12 december | Lillehammer | Sverige       | Norge     | 24 – 19  | Mellanrundan |
| 14 december | Lillehammer | Nederländerna | Ungern    | 27 – 19  | Mellanrundan |
| 14 december | Lillehammer | Sverige       | Frankrike | 21 – 22  | Mellanrundan |
| 14 december | Lillehammer | Ukraina       | Norge     | 19 – 32  | Mellanrundan |
| 15 december | Lillehammer | Ukraina       | Frankrike | 19 – 31  | Mellanrundan |
| 15 december | Lillehammer | Sverige       | Ungern    | 24 – 19  | Mellanrundan |
| 15 december | Lillehammer | Nederländerna | Norge     | 13 – 35  | Mellanrundan |

## Slutspel

### Match om 5:e plats
| Lördag 18 december 2010 kl: 11:30 | Montenegro                                                           | 19 – 23 Matchrapport | Frankrike                                                                                        | Jyske Bank Boxen, Herning Publik: 3 320 |
| Lördag 18 december 2010 kl: 11:30 | Popovič 5, Knezevič 4, Jovanovič 3, Radičevič 3, Kindl 2, Miljanič 2 |                      | Signate 7, Ayglon 4, Lacrabere 3, Dembele 2, Piejos 2, Pineau 2, Deroin 1, Gnabouyou 1, Goudjo 1 | Jyske Bank Boxen, Herning Publik: 3 320 |

### Semifinaler
| Lördag 18 december 2010 kl: 17:00 | Danmark                                                                                                  | 19 – 29 Matchrapport | Norge                                                                                             | Jyske Bank Boxen, Herning Publik: 11 411 |
| Lördag 18 december 2010 kl: 17:00 | Skov 5, Nørgaard 3, Thorsgaard 3, Dalby 2, Kviesgaard 2, Jørgensen 1, Kristensen 1, Møller 1, Troelsen 1 |                      | Sulland 7, Hammerseng 5, Løke 5, Nøstvold 4, Breivang 2, Frafjord 2, Larsen 2, Alstad 1, Herrem 1 | Jyske Bank Boxen, Herning Publik: 11 411 |

| Lördag 18 december 2010 kl: 14:30 | Rumänien                                                                            | 23 – 25 Matchrapport | Sverige | Jyske Bank Boxen, Herning Publik: 9 600 |
| Lördag 18 december 2010 kl: 14:30 | Neagu 7, Stanca 6, Brădeanu 3, Nechita 3, Ardean Elisei 2, Fiera Meiroșu 1, Manea 1 |                      | Torstenson 9, Jacobsen 4 Gulldén 3, Hagman 2 Flognman 2, Wiberg 2, Helleberg 1, Islas Helgesson 1, Wiel Fredén 1 | Jyske Bank Boxen, Herning Publik: 9 600 |

### Bronsmatch
| Söndag 19 december 2010 kl: 14:30 | Danmark                                                                                      | 15 – 16 Matchrapport | Rumänien                                                                 | Jyske Bank Boxen, Herning Publik: 11 004 |
| Söndag 19 december 2010 kl: 14:30 | Nørgaard 4, Skov 4, Thorsgaard 2, Dalby 1, Jørgensen 1, Kristensen 1, Kviesgaard 1, Møller 1 |                      | Neagu 6, Nechita 4, Ardean Elisei 2, Stanca 2, Fiera Meiroșu 1, Geiger 1 | Jyske Bank Boxen, Herning Publik: 11 004 |

### Final
| Söndag 19 december 2010 kl: 17:00 | Norge                                                                                           | 25 – 20 Matchrapport | Sverige                                                                                               | Jyske Bank Boxen, Herning Publik: 11 004 |
| Söndag 19 december 2010 kl: 17:00 | Hammerseng 5, Løke 5, Herrem 4, Breivang 3, Sulland 3, Nøstvold 2, Frafjord 1, Larsen 1, Mørk 1 |                      | Gulldén 7, Flognman 3, Johansson 3, Torstenson 3, Boson 1, Islas Helgesson 1, Wallén 1, Wiel Fredén 1 | Jyske Bank Boxen, Herning Publik: 11 004 |

| Europamästare: Norge (femte titeln) |

## Slutplaceringar
| Plats | Lag           |
| ----- | ------------- |
| 1     | Norge         |
| 2     | Sverige       |
| 3     | Rumänien      |
| 4     | Danmark       |
| 5     | Frankrike     |
| 6     | Montenegro    |
| 7     | Ryssland      |
| 8     | Nederländerna |
| 9     | Kroatien      |
| 10    | Ungern        |
| 11    | Spanien       |
| 12    | Ukraina       |
| 13    | Tyskland      |
| 14    | Serbien       |
| 15    | Island        |
| 16    | Slovenien     |

## Skytteligan
Skytteligan för Handbolls-EM 
| Plats | Spelare           | Matcher | Mål | Land          |
| ----- | ----------------- | ------- | --- | ------------- |
| 1     | Cristina Neagu    | 8       | 53  | Rumänien      |
| 2     | Linnea Torstenson | 8       | 48  | Sverige       |
| 3     | Bojana Popović    | 7       | 46  | Montenegro    |
| 4     | Heidi Løke        | 7       | 40  | Norge         |
| 5     | Maura Visser      | 6       | 36  | Nederländerna |
|       | Isabelle Gulldén  | 8       | 36  | Sverige       |
| 7     | Zita Szucsánszki  | 6       | 34  | Ungern        |
| 8     | Andrea Penežić    | 6       | 31  | Kroatien      |
|       | Marija Jovanović  | 7       | 31  | Montenegro    |
| 10    | Ionela Stanca     | 8       | 28  | Rumänien      |

## All-starlaget
Linnea Torstenson utsågs till turneringens mest värdefulla spelare.
Till All-starlaget  utsågs följande spelare:
- Målvakt:  Katrine Lunde Haraldsen
- Högersexa:  Maibritt Kviesgaard
- Högernia:  Nerea Pena
- Mittnia:  Gro Hammerseng
- Mittsexa:  Heidi Løke
- Vänsternia:  Cristina Neagu
- Vänstersexa:  Mie Augustesen